# والتر پیستن
والتر پیستن (انگلیسی: Walter Piston؛ ۲۰ ژانویه ۱۸۹۴ – ۱۲ نوامبر ۱۹۷۶) یک نوازنده پیانو و ویولن، آهنگساز، موسیقی‌دان و رهبر ارکستر اهل ایالات متحده آمریکا بود.
وی دانش‌آموختهٔ کالج هنر و طراحی ماساچوست بود و بعدها استاد رشتهٔ موسیقی در دانشگاه هاروارد شد. از شاگردان برجستهٔ او می‌توان لروی اندرسون، لئونارد برنستاین و الیوت کارتر را نام برد.
وی همچنین برنده جوایزی همچون جایزه پولیتزرِ موسیقی و کمک‌هزینه گوگنهایم شده است.